# Lijst van Duitse havencodes

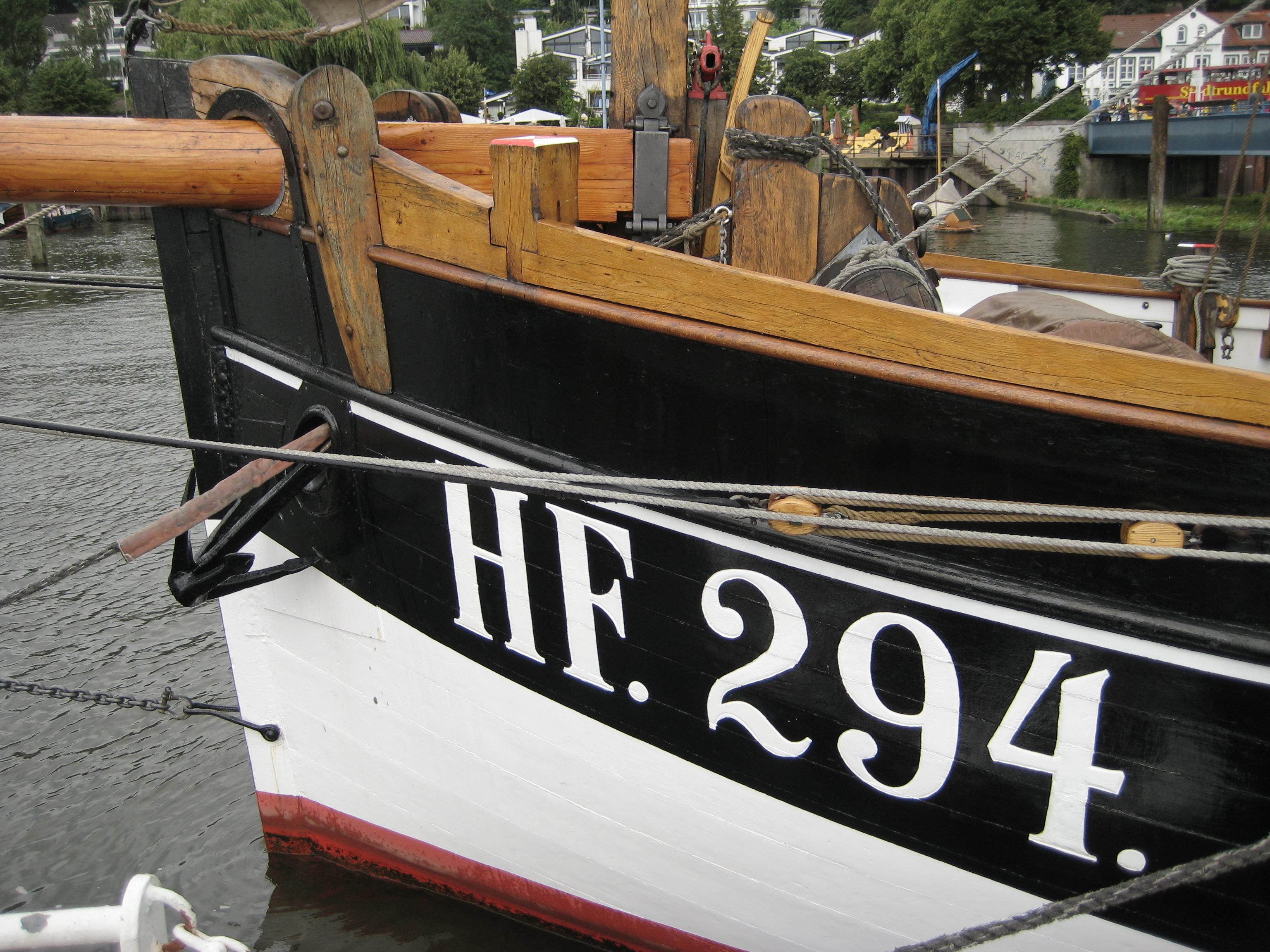
Code HF 294 op de boeg van de Praesident Freiherr von Maltzahn

De thuishavens van vissersschepen zijn af te leiden van de letters die voor op het schip zijn aangebracht. Zo komt de HF 294 uit Hamburg-Finkenwerder. De codes van vissersvaartuigen bestaan uit maximaal drie letters gevolgd door maximaal drie cijfers. Een code is op het moment van uitgifte uniek voor een vaartuig. Wel kan het voorkomen dat dezelfde code eerder is uitgegeven voor een ander vaartuig dat is vergaan, gesloopt of niet meer onder dat nummer is geregistreerd.
Hieronder staat een (incomplete) lijst met Duitse lettercodes.

## Duitse havencodes

### Vissersschepen die op volle zee vissen
| Inschrijvingsletters | Duitse visserijplaatsen                       |
| -------------------- | --------------------------------------------- |
| BX                   | Bremerhaven                                   |
| NA                   | Accumersiel                                   |
| NB                   | Brake (Unterweser)                            |
| NC                   | Cuxhaven                                      |
| ND                   | Norddeich                                     |
| NF                   | Fedderwardersiel, Burhaversiel in Butjadingen |
| NF                   | Greetsiel                                     |
| NH                   | Neuharlingersiel                              |
| NW                   | Wilhelmshaven                                 |
| NZ                   | Borkum                                        |

### Vissersschepen die in de kustwateren vissen
| Inschrijvingsletters | Duitse visserijplaatsen |
| -------------------- | ----------------------- |
| ABH                  | Bremerhaven             |
| ACC                  | Accumersiel             |
| ARN                  | Arnis/Kappeln           |
| BEN                  | Bensersiel              |
| BRA                  | Brake                   |
| BUR                  | Burgstaaken             |
| BX                   | Bremerhaven             |
| BÜS                  | Büsum                   |
| CUX                  | Cuxhaven                |
| DIT                  | Ditzum                  |
| DOR                  | Dorum                   |
| ECKE                 | Eckernförde             |
| FED                  | Fedderwardersiel        |
| FRI                  | Friedrichskoog          |
| GRE                  | Greetsiel               |
| HAF                  | Heimathafen             |
| HAR                  | Harlesiel               |
| HEIL                 | Heiligenhafen           |
| HF                   | Hamburg-Finkenwerder    |
| HOO                  | Hooksiel                |
| HUS                  | Husum                   |
| KAP                  | Kappeln                 |
| MAA                  | Maasholm                |
| NB                   | Emden                   |
| NC                   | Cuxhaven                |
| NEU                  | Neuharlingersiel        |
| NG                   | Ditzum/Emden            |
| NIE                  | Niendorf                |
| NOR                  | Norddeich               |
| PEL                  | Pellworm                |
| POG                  | Pogum                   |
| ROS                  | Rostock                 |
| SAS                  | Sassnitz                |
| SB                   | Blankanese              |
| SC                   | Büsum                   |
| SCHLE                |                         |
| SCHLU                | Schlutup                |
| SD                   | Friedrichskoog          |
| SH                   | Heiligenhafen           |
| SK                   | Kiel                    |
| SM                   | Muhlenberg Maasholm     |
| SPI                  | Spieka                  |
| ST                   | Tönning                 |
| SU                   | Husum                   |
| SW                   | Wyk auf Föhr            |
| TRA                  | Travemünde              |
| WIS                  |                         |
| WRE                  | Wremen                  |
| WYK                  | Wyk auf Föhr            |

Landen rond de Noordzee: België · Denemarken · Duitsland · Nederland · Noorwegen · Verenigd Koninkrijk · Zweden
Overig Europa: Ierland